# Comté de Graham (Arizona)
Pour les articles homonymes, voir Comté de Graham.
Le comté de Graham est un comté de l'État de l'Arizona aux États-Unis. Selon le recensement des États-Unis de 2020, il comptait 38 533 habitants. Son siège de comté est la ville de Safford. Le comté est baptisé en référence au mont Graham, situé dans ses frontières.

## Histoire
Le camp Goodwin, fondé en 1864 et abandonné par l'United States Army en 1871 sur décision du général George Stoneman était installé dans le comté.

## Politique
Le comté de Graham est favorable aux républicains, notamment en raison de son importante communauté mormonne.

## Démographie
| Groupe            | Comté d'Apache | Arizona | États-Unis |
| ----------------- | -------------- | ------- | ---------- |
| Blancs            | 72,1           | 73,0    | 72,4       |
| Amérindiens       | 14,4           | 4,6     | 0,9        |
| Autres            | 8,2            | 12,1    | 6,4        |
| Métis             | 2,8            | 3,4     | 2,9        |
| Afro-Américains   | 1,8            | 4,1     | 12,6       |
| Asiatiques        | 0,5            | 2,8     | 4,8        |
| Total             | 100            | 100     | 100        |
|                   |                |         |            |
| Latino-Américains | 30,4           | 29,7    | 16,7       |

| 1890  | 1900   | 1910   | 1920   | 1930   | 1940   |
| ----- | ------ | ------ | ------ | ------ | ------ |
| 5 670 | 14 162 | 23 999 | 10 148 | 10 373 | 12 113 |

| 1950   | 1960   | 1970   | 1980   | 1990   | 2000   |
| ------ | ------ | ------ | ------ | ------ | ------ |
| 12 985 | 14 045 | 16 578 | 22 862 | 26 554 | 33 489 |

| 2010   | 2020   | - | - | - | - |
| ------ | ------ | - | - | - | - |
| 37 220 | 38 533 | - | - | - | - |

## Zone protégée
- Aravaipa Canyon Wilderness